# Szolnok Soldiers 2010
Questa voce raccoglie le informazioni riguardanti i Szolnok Soldiers nelle competizioni ufficiali della stagione 2010.

## Divízió I 2010

### Stagione regolare
| 24 aprile 2010 3ª giornata | Szolnok Soldiers | 14 – 13 | Újpest Bulldogs |  |

| 15 maggio 2010 6ª giornata | Debrecen Gladiators | 10 – 14 | Szolnok Soldiers |  |

| 12 giugno 2010 10ª giornata | Szolnok Soldiers | 7 – 23 | Dunaújváros Gorillaz |  |

| 27 giugno 2010 12ª giornata | Budapest Wolves | 69 – 7 | Szolnok Soldiers |  |

| 18 luglio 2010 15ª giornata | Nyíregyháza Tigers | 64 – 0 | Szolnok Soldiers |  |

| 5 settembre 2010 17ª giornata | Szolnok Soldiers | 13 – 31 | Újbuda Rebels |  |

## Statistiche di squadra
| Competizione      | %Vittorie | In casa | In casa | In casa | In casa | In casa | In casa | In trasferta | In trasferta | In trasferta | In trasferta | In trasferta | In trasferta | Totale | Totale | Totale | Totale | Totale | Totale |
| Competizione      | %Vittorie | G       | V       | N       | P       | Pf      | Ps      | G            | V            | N            | P            | Pf           | Ps           | G      | V      | N      | P      | Pf     | Ps     |
| ----------------- | --------- | ------- | ------- | ------- | ------- | ------- | ------- | ------------ | ------------ | ------------ | ------------ | ------------ | ------------ | ------ | ------ | ------ | ------ | ------ | ------ |
| Stagione regolare | .333      | 3       | 1       | 0       | 2       | 34      | 67      | 3            | 1            | 0            | 2            | 21           | 143          | 6      | 2      | 0      | 4      | 55     | 210    |
| Totale            | .333      | 3       | 1       | 0       | 2       | 34      | 67      | 3            | 1            | 0            | 2            | 21           | 143          | 6      | 2      | 0      | 4      | 55     | 210    |